# 신시아 아다이로빈슨
신시아 아다이로빈슨(영어: Cynthia Addai-Robinson, 1985년 1월 12일 ~ )은 미국의 배우이다. 런던 출신이며, 어머니는 가나인, 아버지는 미국 시민권자이다. 드라마 《플래시포워드》의 데비 역으로 명성을 얻었고 드라마 《스파르타쿠스》 시리즈에서 네이비아 역으로 고정출연하였다. 《애로우: 어둠의 기사》에서는 어맨다 월러 역으로 캐스팅되었다.

## 출연 작품

### 영화
- 콜롬비아나 (2011) - 알리시아 레스트레포 역
- 스타 트렉 다크니스 (2013)
- 어카운턴트 (2016) - 메리베스 메디나 역

### 텔레비전
- 플래시포워드 (2009) - 데비 역
- 스파르타쿠스: 복수의 시작 (2012) - 네이비아 역
- 스파르타쿠스: 최후의 전쟁 (2013) - 네이비아 역
- 뱀파이어 다이어리 (2013) - 아야 역
- 애로우: 어둠의 기사 (2013) - 어맨다 월러 역
- 반지의 제왕: 힘의 반지 (2022) - 타르미리엘 역